# 結 (Saucy Dogの曲)
「結」（ゆい）は、日本のロックバンド・Saucy Dogの楽曲。2020年3月13日にA-Sketchからデジタル・シングルとして発売され、同年9月2日に発売された4枚目のミニアルバム『テイクミー』に収録された。Saucy Dogにとって初の「失恋じゃないラブソング」となった本作は、石原が友人の結婚式に行ったことから触発を受けて書かれた。2024年8月時点でストリーミング再生数は2億回を突破している。

## 歌詞
オンラインライブ「Saucy Dog オンラインワンマン Studio Live」において、石原慎也は本作を僕たちが書いた初めての失恋じゃないラブソングと紹介している。音楽配信サイト『レコチョク』の取材で、石原は僕が友達の結婚式に行った際に刺激をもらって書かせてもらった曲ですが、今まで幸せな曲を書いたことがなかったので、すごく新鮮な気持ちでしたと語っている。

## プロモーション
2020年3月5日、13日に「結」をデジタル・シングルとして発売することを発表。シングルのアートワークは作家の大桃洋祐が手がけた。
発売に先駆け、3月8日に放送のFM802『MUSIC FREAKS』で楽曲が解禁となり、シングル発売の前日には『「結」リリース&MVプレミア公開直前SP』と題した生配信が行われた。シングル発売日には宇佐卓真と武内おとが出演するミュージック・ビデオが公開された。

## 発売後
発売当初はあまり注目されていなかったが、「シンデレラボーイ」や「いつか」のヒットに伴い音楽チャートに再浮上。
更に『THE FIRST TAKE』での披露やコムドットチャンネルでのアカペラ歌唱が話題となり、2022年10月にはBillboard JAPANで自身3曲目のストリーミング1億回再生を記録した。また、2024年8月14日にはストリーミング2億回再生を突破した。

## チャート成績
| チャート (2020年 - 2022年)  | 最高位 |
| --------------------------- | ------ |
| 日本 (Japan Hot 100)        | 38     |
| 日本 (オリコン合算シングル) | 40     |